# Régiment Royal-Roussillon
Pour les articles homonymes, voir Régiment de Roussillon.
Le régiment Royal-Roussillon est un régiment d’infanterie du royaume de France créé en 1657 devenu à la Révolution le 54e régiment d'infanterie de ligne.

## Création et différentes dénominations
- 25 mai 1657 : création du régiment Catalan-Mazarin
- 13 mars 1661 : renommé régiment Royal-Catalan
- 27 janvier 1667 : renommé régiment Royal-Roussillon
- 1672 : scindé, une partie du régiment constituant le nouveau régiment de Languedoc
- 1er janvier 1791 : renommé 54e régiment d'infanterie de ligne
- 1794 : le 1er bataillon est amalgamé dans la 107e demi-brigade de première formation
- 1795 : le 2e bataillon est amalgamé dans la 108e demi-brigade de première formation

## Équipement

### Drapeaux
3 drapeaux, dont un blanc colonelle, « & croix blanche semée de fleurs de lys d’or », ainsi qu’aux 2 drapeaux d’ordonnance, « bleux, rouges, verts & feuilles mortes par opposition ».

Drapeaux colonel et d’ordonnance
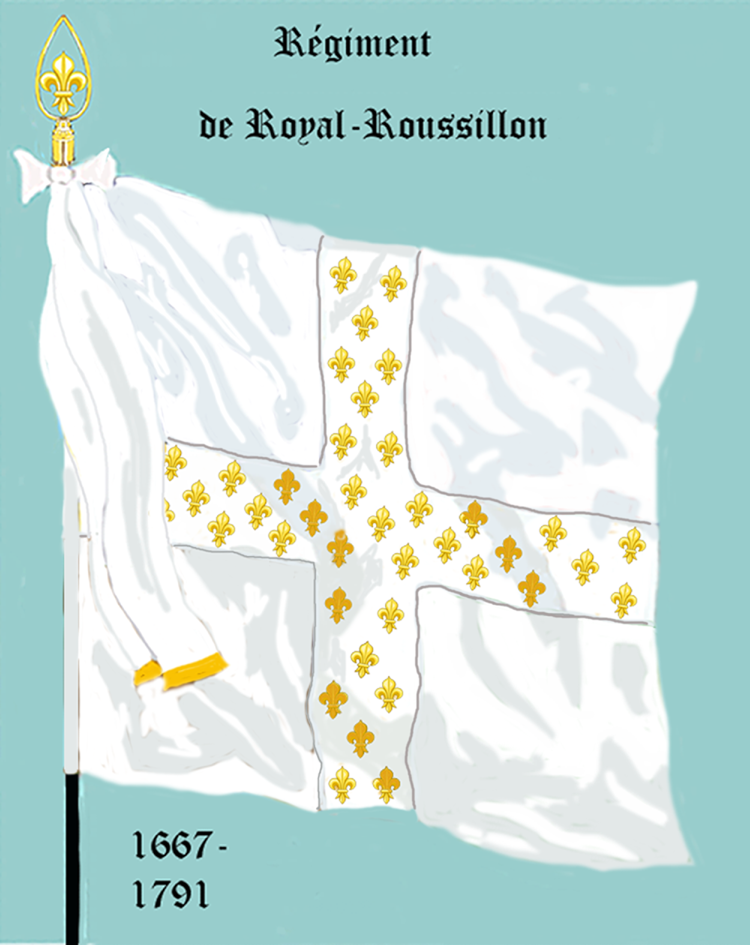
drapeau colonel de 1655 à 1791
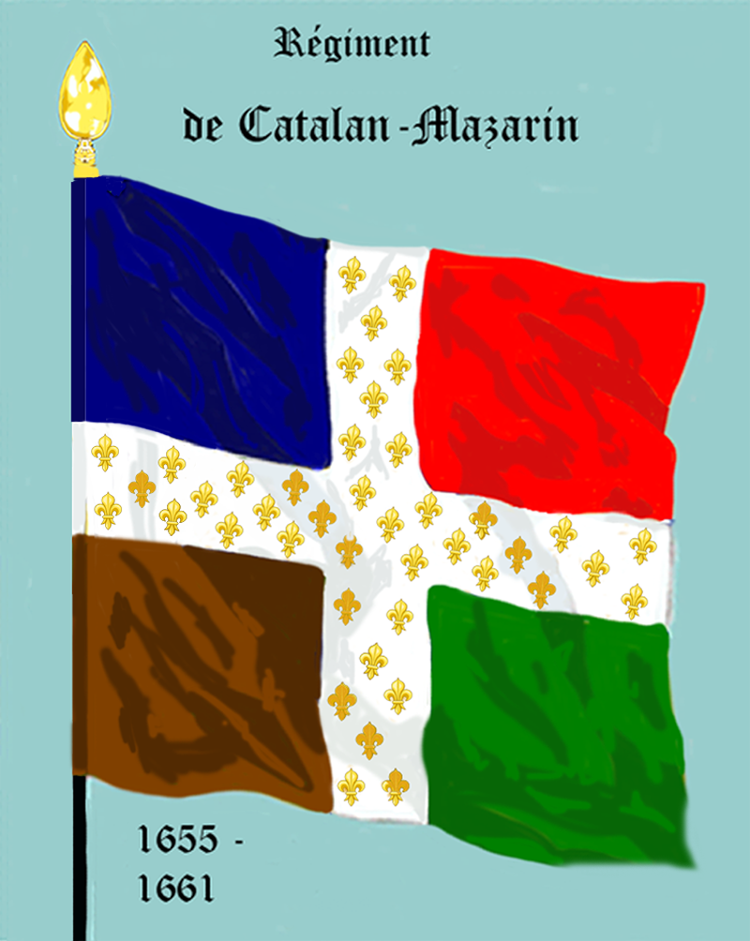
régiment de Catalan-Mazarin de 1655 à 1661
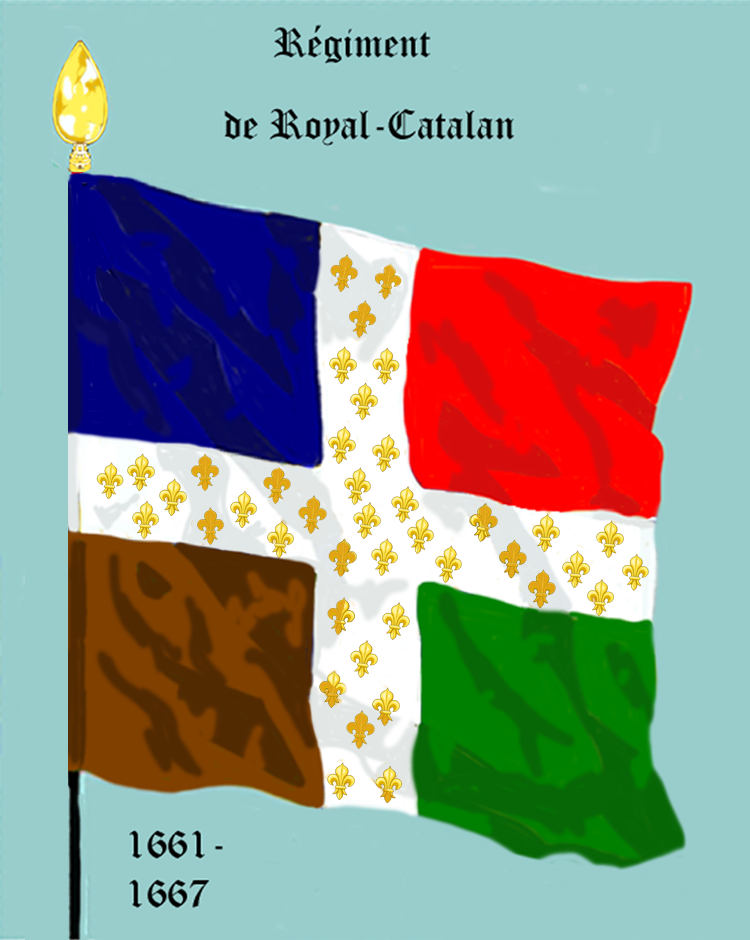
régiment Royal-Catalan de 1661 à 1667
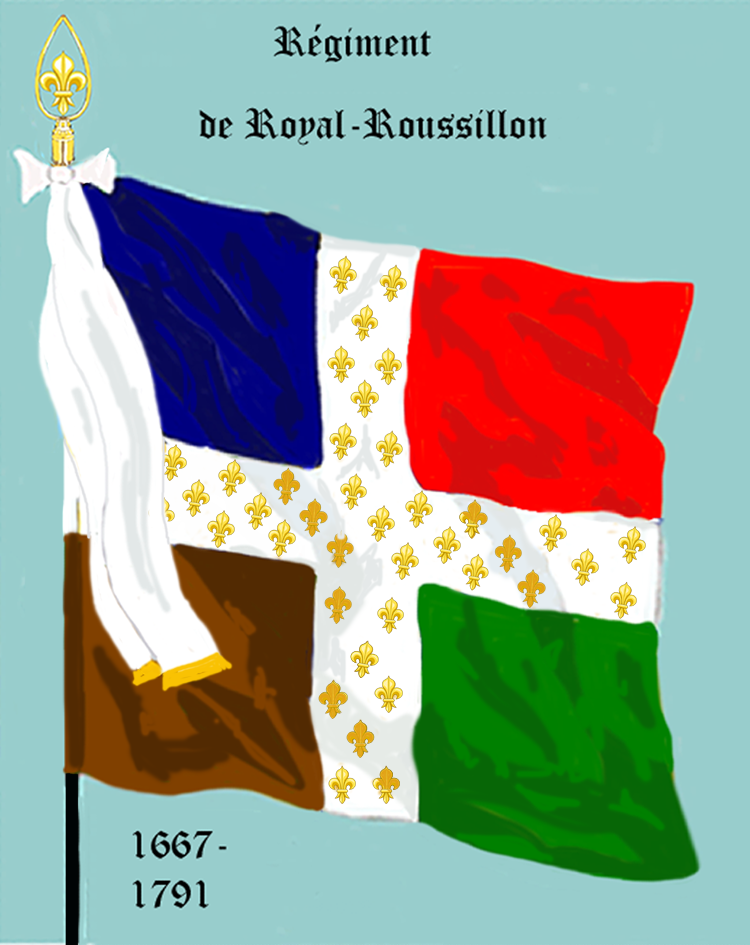
régiment Royal-Roussillon de 1667 à 1791

### Habillement

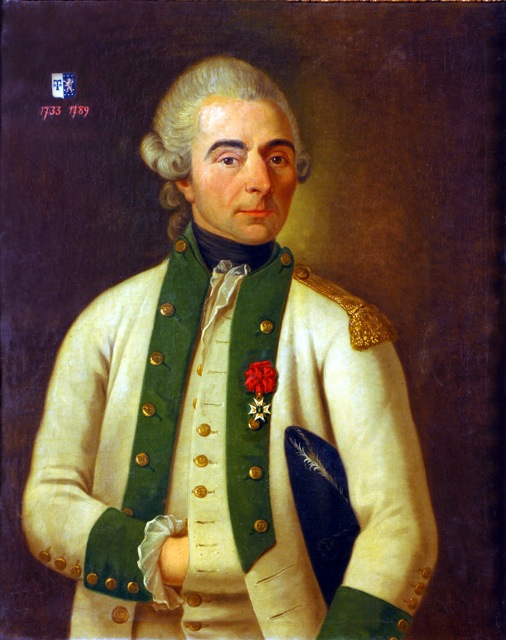
Antoine de Pradines d’Aureilhan, capitaine du régiment Royal-Roussillon, en uniforme et portant la croix de Saint Louis.

Uniformes
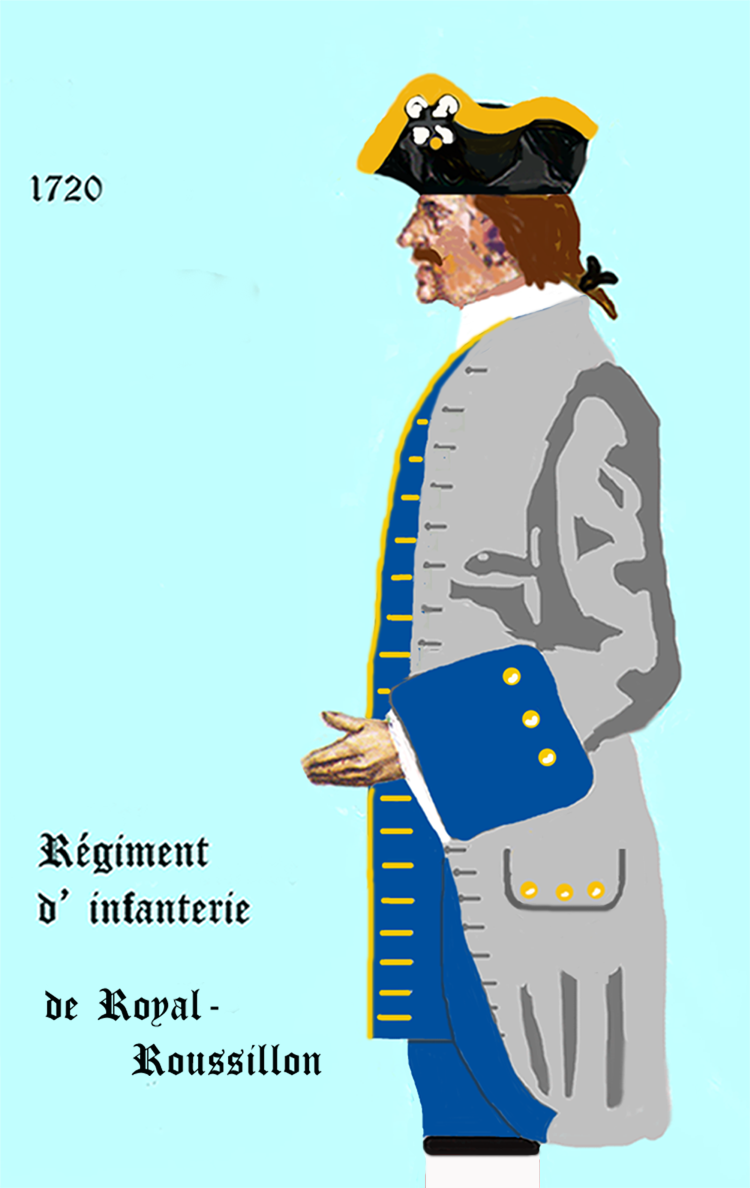
régiment Royal-Roussillon de 1720 à 1734
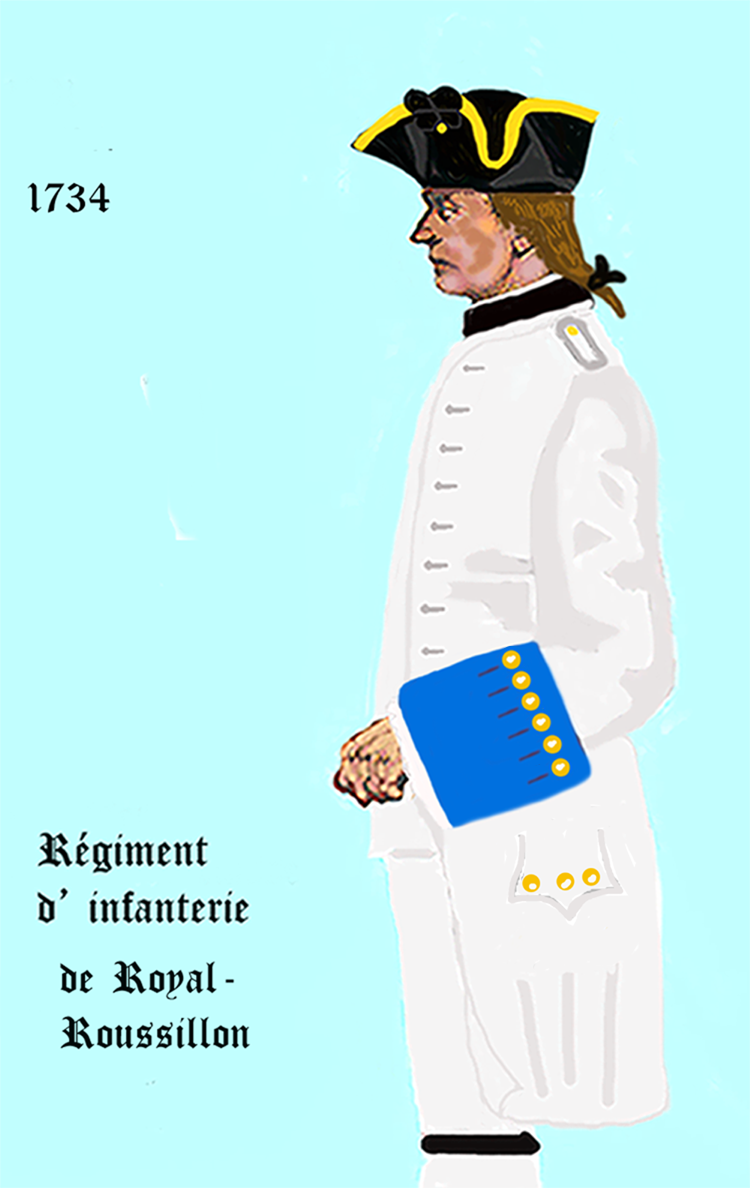
régiment Royal-Roussillon de 1734 à 1757
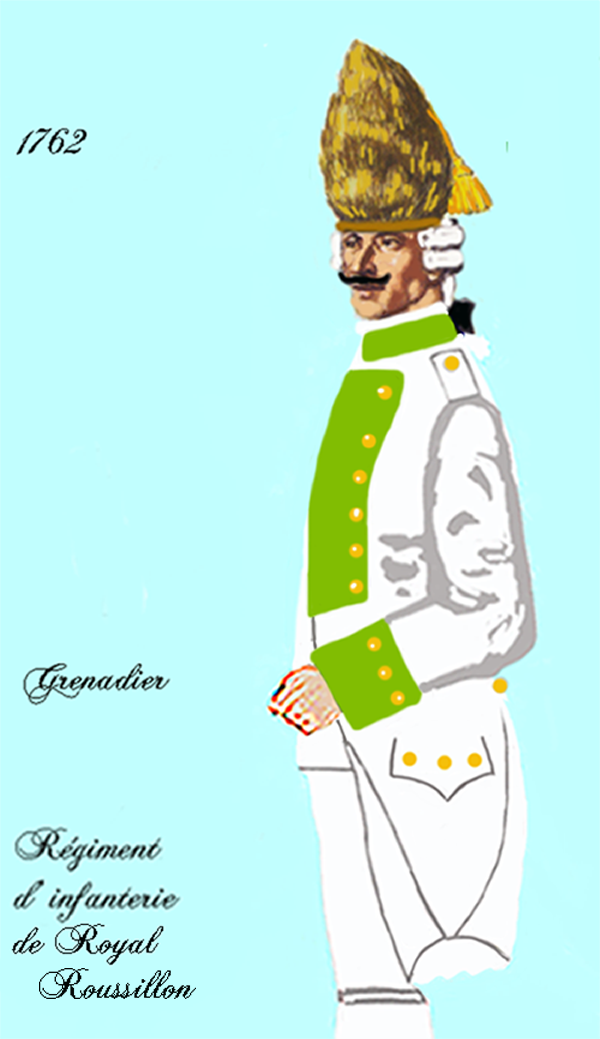
grenadier du régiment Royal-Roussillon de 1762 à 1776

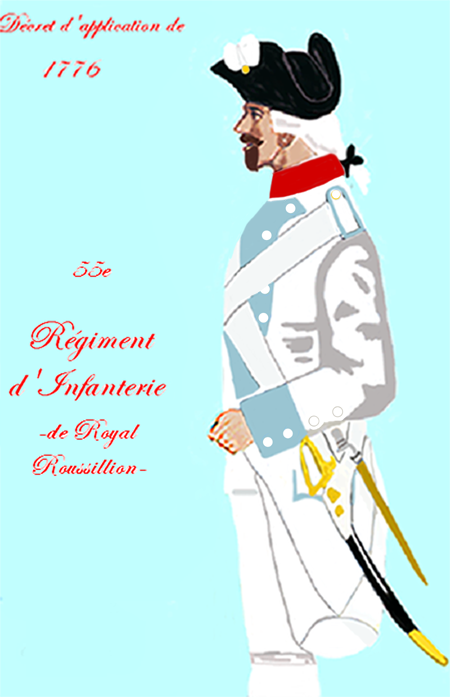
régiment Royal-Roussillon de 1776 à 1779
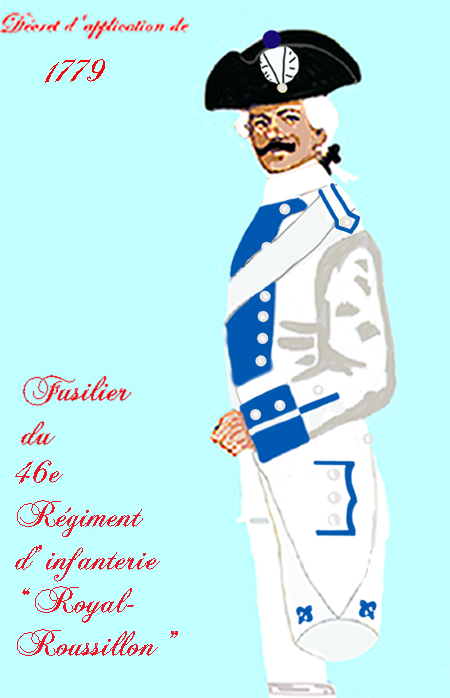
régiment Royal-Roussillon de 1779 à 1791
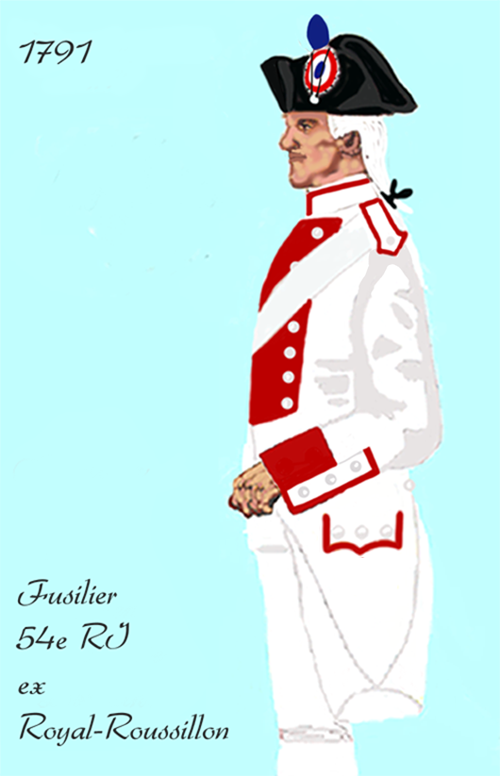
54e régiment d’infanterie de ligne de 1791 à 1795

## Historique

### Colonels et mestres de camp
- 26 mai 1657 : Joseph de Caramany, maréchal de camp le 19 janvier 1652, brigadier le 27 mars 1668, mort le 4 janvier 1672.
- 30 mars 1672 : Joseph de Ximenès, brigadier le 25 février 1677, maréchal de camp le 24 août 1688, lieutenant-général le 30 mars 1693, mort le 8 janvier 1706.
- 30 juin 1701 : Geoffroy de Ximenès de Proisy, fils du précédent, tué à la bataille d'Audenarde le 11 juillet 1708[2].
- 17 juillet 1708 : Augustin de Ximenès, frère du précédent, brigadier le 1er février 1719, maréchal de camp le 1er août 1734, mort le 4 avril 1742.
- 22 juillet 1729 : Louis-Antoine de Gontaut, brigadier le 20 février 1734, maréchal de camp le 18 octobre 1734, lieutenant-général le 20 février 1743, maréchal de France le 24 février 1757, mort le 19 octobre 1788.
- 25 novembre 1734 : Charles de Cléron d'Haussonville, brigadier le 13 août 1744, maréchal de camp le 1er janvier 1748, mort le 3 février 1754.
- 1er janvier 1748 : Léopold-Charles du Hautoy[3].
- 30 novembre 1761 : Joseph de Cléron d'Haussonville, brigadier le 25 juillet 1762, maréchal de camp le 3 janvier 1770, lieutenant-général le 1er mars 1784, mort le 1er novembre 1806.
- 30 novembre 1761 : Louis de Châtillon, mort le 15 novembre 1762.
- 11 mai 1762 : Marc-Antoine de Lévis, maréchal de camp le 5 décembre 1781, guillotiné le 4 mai 1794.
- 5 juin 1763 : Louis-Henri de Villeneuve-Trans, guillotiné le 5 juin 1794.
- 11 juin 1774 : Jean-Toussaint de La Pierre de Fremeur, mort le 22 octobre 1791.
- 13 avril 1780 : Louis de Vauborel.
- 10 mars 1788 : Flavien de Froissard de Broissia, mort le 29 janvier 1825.
- 25 juillet 1791 : Michel-Étienne de Gaston.
- 27 mai 1792 : Pierre Dumesnil, général de brigade le 7 avril 1793, général de division le 13 juin 1795, mort le 1er décembre 1803.

### Composition
Les hommes du régiment provenaient des régions de Perpignan, Roussillon et Catalogne.

### Campagnes et batailles
- 1677 : Siège de Saint-Omer

- En 1701, au début de la guerre de succession d'Espagne dans les Pays-Bas espagnols, un bataillon du régiment Royal-Roussillon est envoyé par le maréchal de Boufflers pour défendre la place de Nieuport[4].

Guerre de Succession d'Espagne
- 1713 : Siége de Fribourg-en-Brisgau: Le 14 octobre, une attaque générale est

dirigée contre tout le chemin couvert du côté du polygone.Les 4 bataillons de Poitou et de Royal-Roussillon sont chargés de l’attaque de droite.
- 1734 : la bataille de San Pietro et à la bataille de Colorno
- L'un des faits d'armes les plus connus du régiment concerne l’intervention de son second bataillon au Canada pendant la guerre de Sept Ans.
- 1747 : bataille d'Assietta
- Ce bataillon (556 soldats – 525 hommes et 31 officiers, ainsi que les chirurgiens), commandé par le colonel d’Haussonville, embarque à Brest en mars 1756 et arrive en mai en Nouvelle-France (le premier bataillon resta en France). Le régiment de Royal-Roussillon est à l’origine posté à Montréal, à l’exception d’un détachement qui est envoyé à Carillon. En 1757, c’est le régiment en entier qui est mobilisé pour le fort William Henry. De plus, le régiment prend part, en 1758, à la victoire de la bataille du fort Carillon. Il se dirige ensuite vers Québec, pour défendre la ville : il participe ainsi aux batailles de Beauport, des Plaines et de Sainte-Foy[5].

#### Bataille de fort William Henry
Au début d'août 1757, le bataillon ouvre la tranchée avec celui du régiment de La Sarre, devant le fort George, appelé aussi fort William Henry. Celui-ci ne résistera pas plus que cinq jours.

#### Bataille du fort Carillon
Lors de cette victoire éclatante du marquis de Montcalm, le capitaine Ducoing et 18 hommes de ce régiment perdirent la vie.

#### Bataille des plaines d'Abraham
À la bataille des plaines d'Abraham, le 19 septembre 1759, le régiment Royal-Roussillon, sous les ordres du colonel M. d'Haussonville, occupait l'aile gauche des forces françaises.

#### Capitulation de Montréal
À la capitulation de Montréal, le 8 septembre 1760, les régiments français, dont le Royal-Roussillon, ne pouvant pas avoir les honneurs de la guerre, reçoivent l'ordre de brûler leurs drapeaux pour ne pas les rendre aux Britanniques.
Les soldats du régiment du Royal-Roussillon sont renvoyés en France sur des navires anglais en 1761. Ils sont ensuite cantonnés à Marseille, puis en Corse.
Lors de la réorganisation des corps d'infanterie français de 1762, le régiment conserve ses deux bataillons et est affecté au service de la Marine et des Colonies et à la garde des ports dans le royaume. L'ordonnance arrête également l'habillement et l'équipement du régiment comme suit. Habit, veste et culotte blancs, parements, revers et collet verts-saxe, pattes ordinaires garnies de  trois boutons, trois sur la manche, quatre au revers, quatre au-dessous : boutons jaunes et plats,, avec le no 37. Chapeau bordé d'or. 
21e régiment d’infanterie de ligne
Le 1er bataillon a fait les campagnes de 1792 à 1794 à l’armée du Nord ; le 2e celles de 1792 à 1794 à l’armée de la Moselle.

### Quartiers
- Saint-Esprit, Alais et Saint-Hyppolite

### Sources et bibliographie
- Lieutenant général de Vault, Mémoires militaires relatifs à la guerre d'Espagne sous Louis XIV, vol. 1, Imprimerie Royale (Paris), 1835, 910 p. (lire en ligne).
- Chartrand, René, « Ticonderoga 1758: Montcalm's victory against all odds », Osprey Publishing, Campaign no.76, 2000,  (ISBN 978-1-84176-093-3)
- Cinquième abrégé de la carte générale du militaire de France, sur terre et sur mer - Depuis novembre 1737 jusqu’en décembre 1738, Pierre Lemau de La Jaisse, Paris 1739
- M. Pinard, Chronique historique-militaire, tomes 3, 4 et 7, Paris, Claude Herissant, 1761, 1761 et 1764
- Louis Susane, Histoire de l'ancienne infanterie française, vol. 5, Paris, 1851 (lire en ligne), p. 397-410.